# Brandifrout
Le Brandifrout est un cours d'eau du département du Morbihan, affluent de la rive droite du Blavet. Son cours est long de 18,33 km.

## Nom
Le nom de la rivière est Brandifrout. Il s'agit d'un hydronyme d'origine bretonne.  Le second élément du nom difrout  signifie en français, la rivière au courant vif. Il associe  frout, torrent en français,  précédé du préfixe augmentatif di. Il signifie littéralement « colline des deux courants rapides ».
Dans sa partie amont, il est appelé ruisseau de Brûlé.

## Parcours
Le Brandifrout prend sa source près de Keryacoff en Bubry dans le Morbihan, à 159 m d'altitude.  Il passe près du bourg de Bubry puis sert de limite naturelle entre les communes de Bubry et Quistinic et pour finir entre celles de Melrand et Quistinic . Il rejoint le Blavet canalisé un peu en aval de l'écluse de Tréblavet et à proximité du village de Brandifrout en Quistinic à  une altitude de 30 m. Plusieurs anciens moulins à eau jalonnent son cours. D'amont en aval : le moulin de Perros, le moulin de Bretanio, le moulin du Duc, le moulin de Brûlé et le moulin de la Villeneuve Jacquelot.

## Affluents
Le SANDRE recense 13 affluents du Brandifrout d'une longueur égale  ou supérieure à 1 km. D'amont en aval, le Brandifrout est grossi par les eaux des cours d'eau suivant :
- ruisseau de la Fontaine Saint Hervé: 2,08 km
- ruisseau de Coëtano: 4,36 km

Le ruisseau de Coëtano est le  plus long affluent du Brandifrout. Il sert de limite naturelle entre  les communes de Quistinic et Bubry.

## Hydrologie
Il n'existe pas de station de mesure hydrologique sur le cours du Brandifrout permettant de connaître précisément les débits de la rivière. 

## La faune
La rivière est classée sur la totalité de son cours en première catégorie pour la pêche en rivière. On y trouve des poissons d'eau vive : la truite fario et ses espèces d'accompagnement : le chabot, la loche et le vairon.
C'est aussi un lieu de reproduction pour le saumon atlantique.
.